# Барлибека Сирттанова
Барлибе́ка Сиртта́нова (каз. Барлыбек Сырттанов) — село у складі Аксуського району Жетисуської області Казахстану. Адміністративний центр сільського округу Барлибека Сирттанова.
Населення — 995 осіб (2021; 997 у 2009, 1448 у 1999, 1536 у 1989).

## Історія
До 2010 року село називалось Кизилту.